# The Shield (série télévisée)
Pour les articles homonymes, voir The Shield.
The Shield est une série télévisée américaine en 88 épisodes de 45 minutes, créée par Shawn Ryan et diffusée entre le 12 mars 2002 et le 25 novembre 2008 sur FX.  
En France, la série est diffusée depuis le 23 novembre 2003 sur Jimmy, le 24 avril 2004 sur Canal+, le 27 juin 2007 sur France 3 et le 3 septembre 2008 sur NT1. En Belgique et au Luxembourg, sur Be Séries. La série est disponible en intégralité sur MyCanal. Créée par Shawn Ryan, produite et scénarisée entre autres par Kurt Sutter (qui créera ensuite sa propre série, Sons of Anarchy), The Shield est inspiré du scandale Rampart qui a touché l'unité antigang CRASH de la police de Los Angeles dans les années 1990.
En dépit de son manque de considération auprès du grand public, elle est considérée par de nombreux spécialistes comme l'une des plus grandes séries de tous les temps,,,,. La qualité de sa narration, sa réalisation, la finesse de la psychologie des personnages derrière sa brutalité apparente et son ultime épisode en font une série considérée comme un chef-d'œuvre du genre,,.

## Synopsis
Vic Mackey, inspecteur de police à Los Angeles dans le quartier fictif et malfamé de Farmington, est aussi le chef de la « Brigade de choc » (« Strike Team »), inspirée d'une véritable brigade antigang du LAPD. Ses méthodes pour combattre le crime, peu conventionnelles (brutalité, corruption et meurtre) mais très efficaces, flirtent souvent avec celles utilisées par les criminels qu'ils poursuivent lui et son équipe. Par son comportement dépassant le cadre légal, il se retrouve fréquemment dans des situations difficiles à la fois vis-à-vis de ses supérieurs successifs (qui le soupçonnent – souvent – d'utiliser, dans son unique intérêt, les informations fournies par ses contacts dans la rue), des membres des gangs qu'il combat (ou qu'il aide parfois), des autres membres de la Brigade de choc (qu'il entraîne fréquemment dans ses combines), de ses autres collègues (qui désapprouvent ses méthodes) et même de sa femme (qui entretient des relations de plus en plus conflictuelles avec lui).
Si Vic est le personnage principal avec sa Strike Team, la série se concentre également sur le quotidien des autres membres du « bercail » (surnom dans la traduction française de leur poste de police dans une ancienne église), notamment de son capitaine, David Aceveda, ambitieux homme politique dont l'intégrité va être mise à l'épreuve à plusieurs reprises, ou de Julien Lowe, jeune policier honnête partagé entre son homosexualité refoulée et sa foi dans les enseignements de la Bible.

## Distribution

### La «Brigade de choc» («Strike Team»)
- Michael Chiklis (VF : Patrick Floersheim) : l'inspecteur Victor « Vic » Mackey (en)
- Walton Goggins (VF : Mathias Kozlowski) : l'inspecteur Shane Vendrell (en)
- Kenneth Johnson (VF : Damien Boisseau) : l'inspecteur Curtis « Lem » Lemansky (en) (saisons 1 à 5)
- David Rees Snell (VF : Arnaud Arbessier) : l'inspecteur Ronald « Ronnie » Gardocki
- Brian J. White (VF : Lionel Henry) : l'inspecteur Tavon Garris (saisons 2 et 3)
- Michael Jace (VF : Daniel Njo Lobé) : l'agent Julien Lowe (en)
- Michael Peña (VF : Renaud Marx) : l'inspecteur Armando « Army » Renta (saison 4)
- Alex O'Loughlin (VF : Dominique Guillo) : l'inspecteur Kevin Hiatt (saison 6)

Photos des acteurs principaux
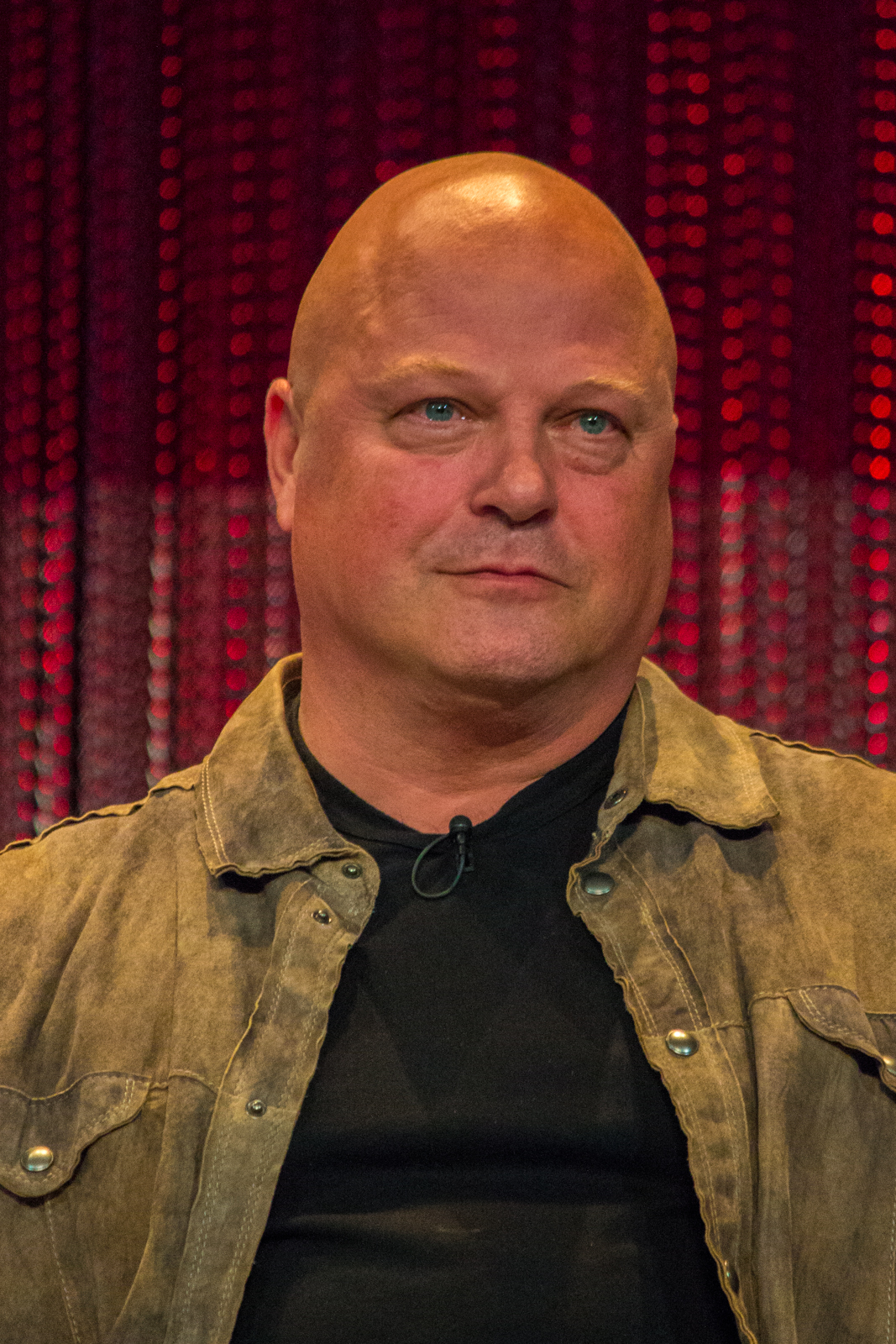
Michael Chiklis interprète Victor « Vic » Mackey.
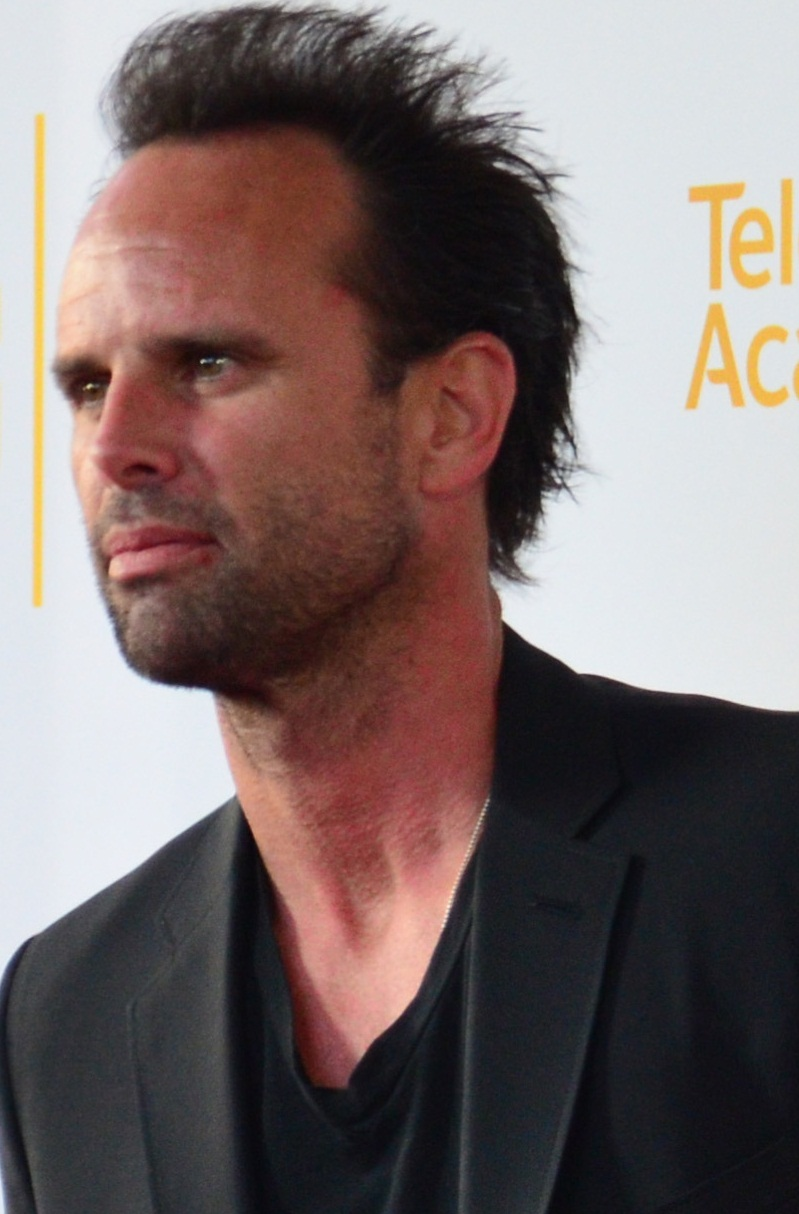
Walton Goggins interprète Shane Vendrell.
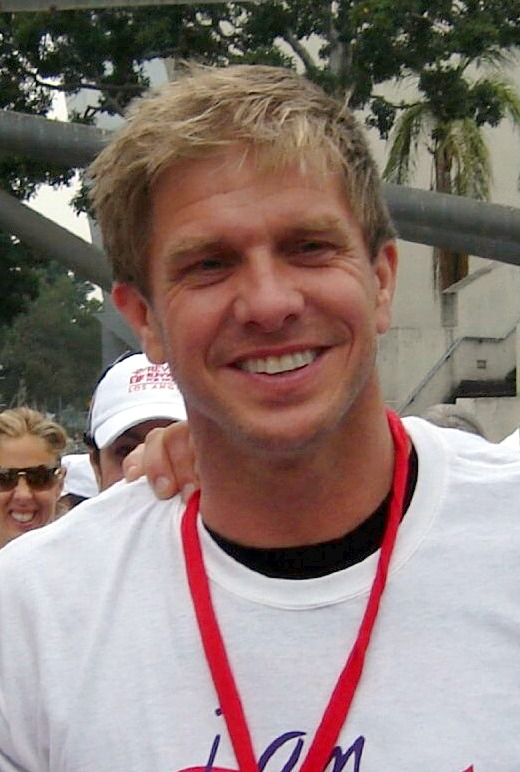
Kenneth Johnson interprète Curtis « Lem » Lemansky.
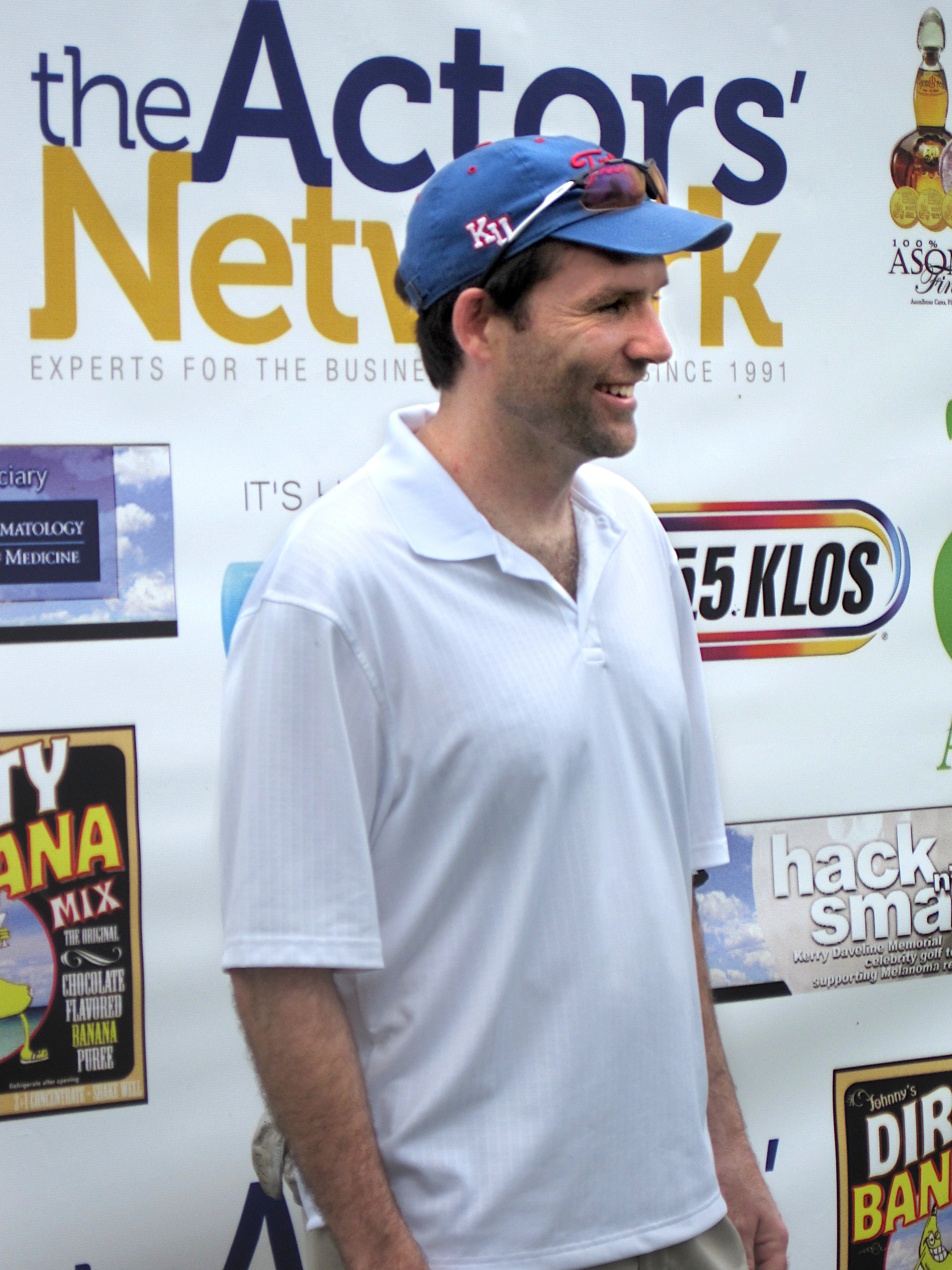
David Rees Snell interprète Ronald « Ronnie » Gardocki.
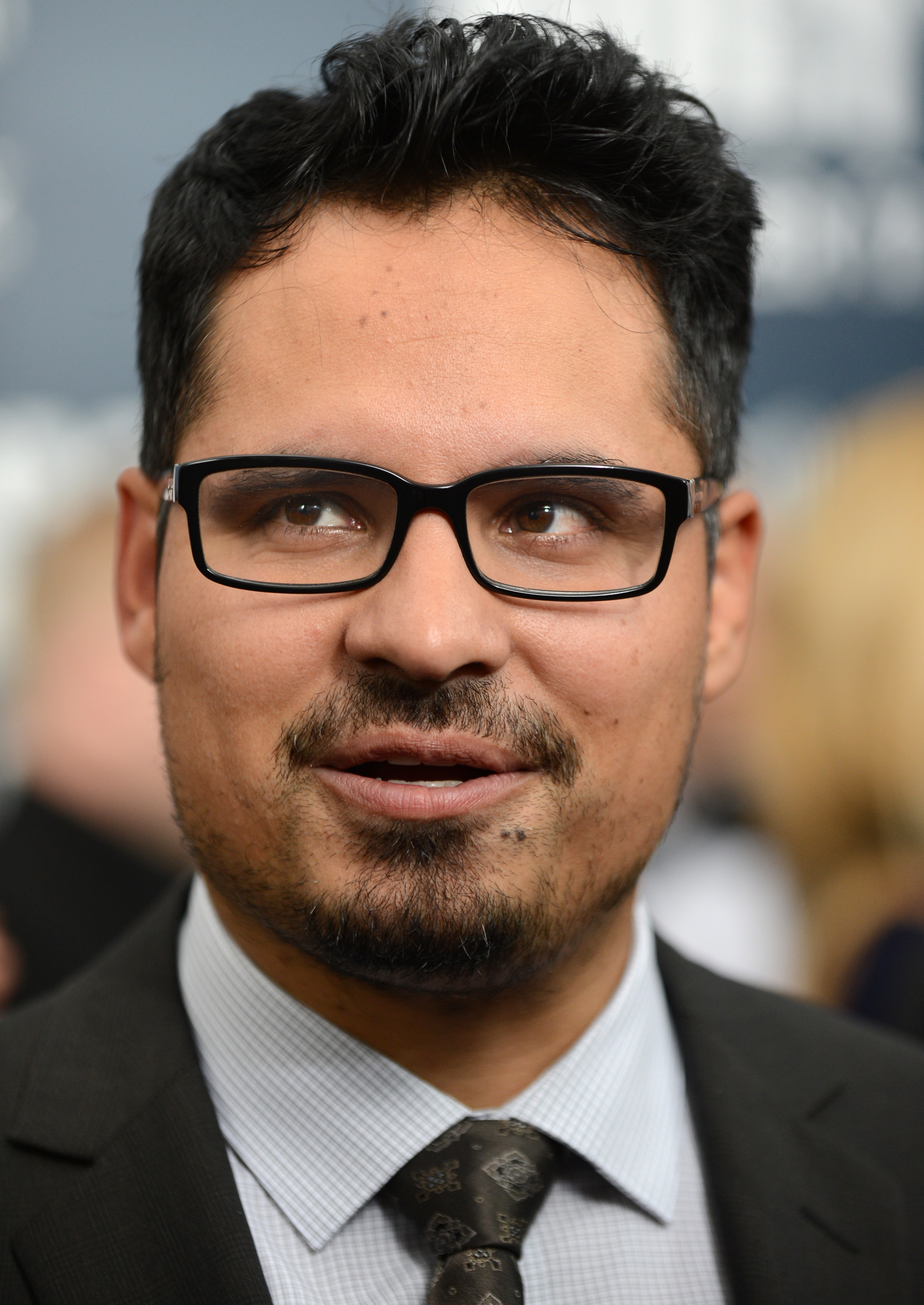
Michael Peña interprète Armando « Army » Renta.
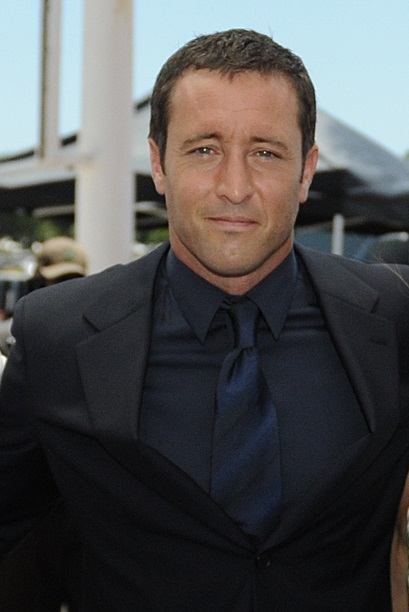
Alex O'Loughlin interprète Kevin Hiatt.

### Autres policiers
- Benito Martinez (VF : Stéphane Bazin) : le capitaine puis conseiller municipal David Aceveda (en)
- CCH Pounder (VF : Michèle Bardollet) : l'inspecteur puis capitaine Claudette Wyms (en)
- Jay Karnes (VF : Cyrille Artaux) : l'inspecteur Holland « Dutch » Wagenbach (en)
- Catherine Dent (VF : Véronique Augereau) : le sergent Danielle « Danny » Sofer (en)

Photos des acteurs secondaires
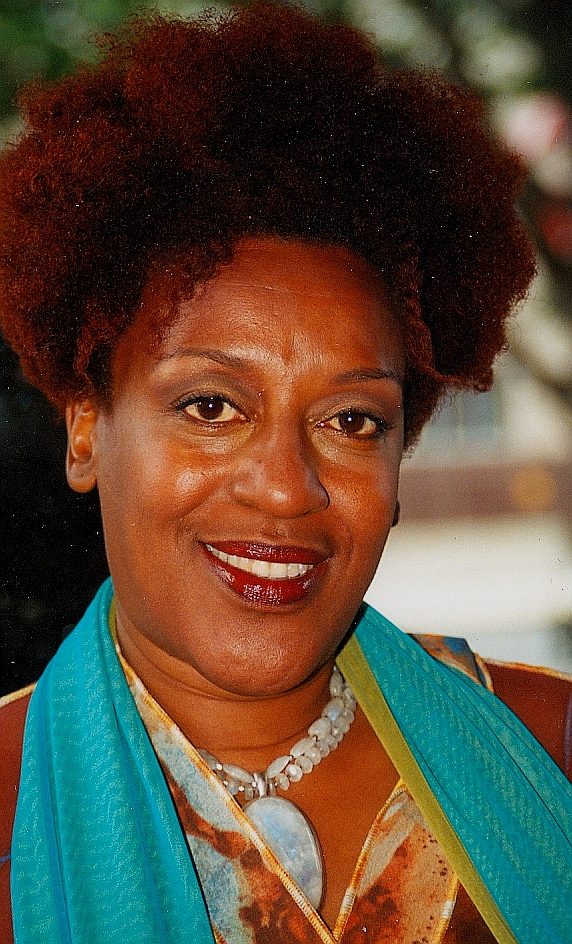
CCH Pounder interprète Claudette Wyms.
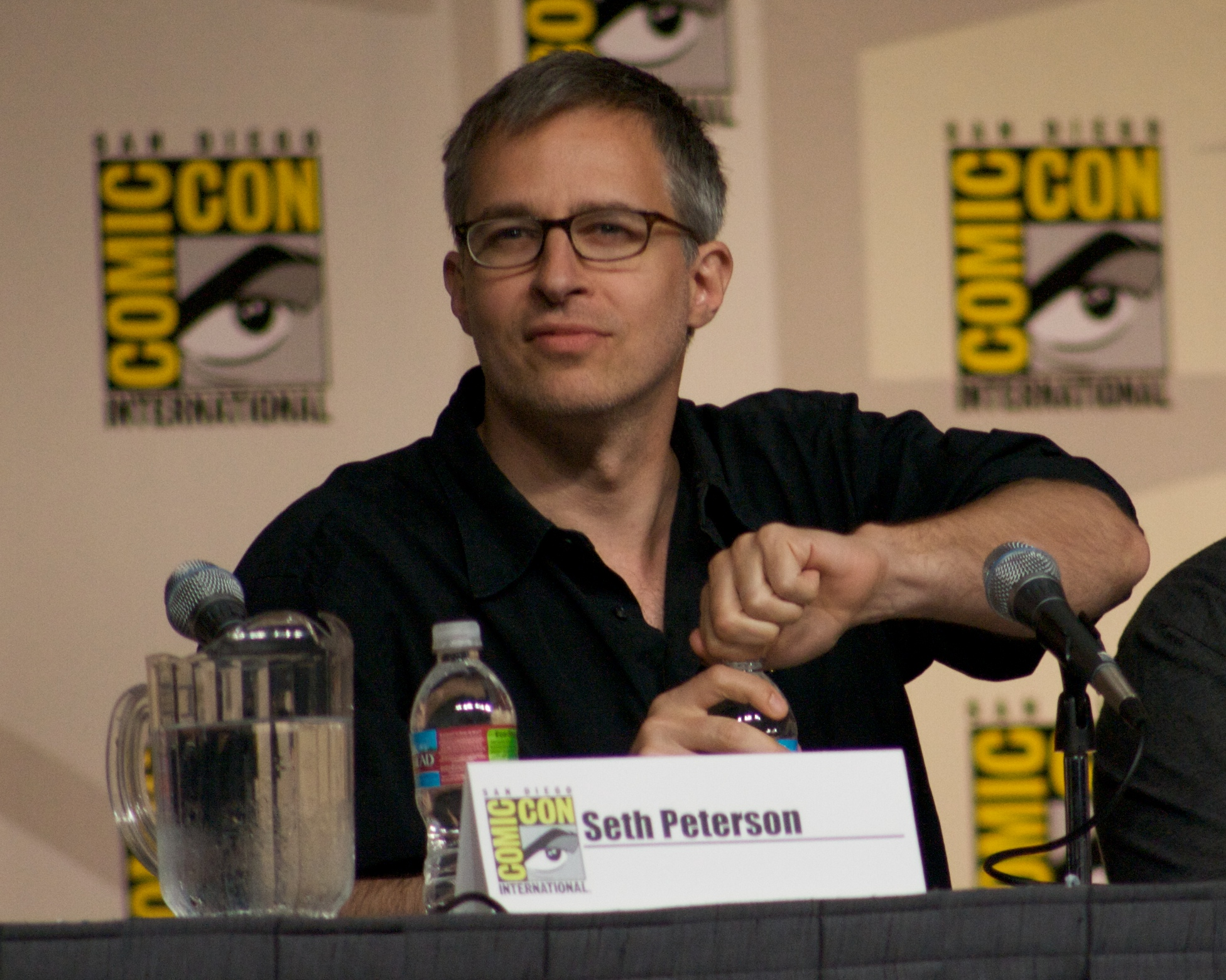
Jay Karnes interprète Holland « Dutch » Wagenbach.

### Police et administration
- Reed Diamond (VF : Boris Rehlinger) : l'inspecteur Terry Crowley (saison 1)
- John Diehl (VF : José Luccioni) : le chef-adjoint Ben Gilroy (saisons 1 et 2)
- Nigel Gibbs (VF : Vincent Grass) : le chef-adjoint Roy Phillips (saisons 3 à 7)
- Gareth Williams (VF : Marc Alfos) : l'inspecteur Waylon Burke, chef de « l'équipe Flag » (saison 3)
- Nikki Micheaux (VF : Marjorie Frantz) : l'inspecteur Trish George, membre de « l'équipe Flag » (saison 3)
- Matt Gerald : l'officier Tommy Hisk (saison 3)
- Glenn Close (VF : Perrette Pradier) : la capitaine Monica Rawling (en) (saison 4)
- David Marciano (VF : Joël Martineau puis Philippe Catoire) : l'inspecteur Steve Billings (saisons 4 à 7)
- Chaney Kley : l'officier Asher (saisons 4 à 7)
- Jarvis George : l'officier Carl Miller (saison 4)
- Robert Wu : l'officier Wayne « Scooby » Haimes (saison 4)
- Paula Garcés (VF : Véronique Desmadryl) : l'officier-stagiaire Tina Hanlon (en) (saisons 5 à 7)
- Forest Whitaker (VF : Emmanuel Jacomy) : le lieutenant Jon Kavanaugh (en) (affaires internes) (saisons 5 et 6)
- Carl Weathers (VF : Med Hondo) : l'inspecteur Joe Clarke (en), le mentor de Vic (saisons 2 et 6)
- Patrick St. Esprit (VF : Guy Chapellier) : Lester, inspecteur corrompu ami avec Joe (saisons 6 et 7)
- Laurie Holden (VF : Déborah Perret) : l'agent fédéral Olivia Murray (ICE, police des frontières) (saison 7)

### Entourage
- Cathy Cahlin Ryan (VF : Véronique Borgias) : Corrine Mackey (en), femme de Vic Mackey
- Autumn Chiklis (VF : Adeline Chetail) : Cassidy Mackey (en), fille aînée de Vic Mackey
- Jack Weber (VF : Patricia Legrand) : Matthew Mackey (en), fils de Vic
- Jamie Brown (VF : Sybille Tureau) : Connie Reisler, prostituée, informatrice de Vic Mackey (saisons 1 et 2)
- Camillia Sanes (VF : Brigitte Virtudes) : Aurora Aceveda (en), épouse de David Aceveda (saisons 1 à 4)
- Michele Hicks (VF : Claire Guyot) : Mara Sewell-Vendrell, épouse de Shane Vendrell (saisons 3 à 7)
- André Benjamin : Robert Huggins, manifestant (saisons 3 à 7)
- Onahoua Rodriguez : Emolia Melendez, informatrice (saisons 4 à 6)
- Katey Sagal : Nancy Gilroy, ex-femme de Ben Gilroy (saison 4 épisode 2 et saison 6, épisode 7)

### Criminels et membres de gangs
- Kirk « Sticky Fingaz » Jones (VF : Gilles Morvan) : Kern Little, rappeur, fondateur des One-Niners (saisons 1, 2, 3 et 5)
- Kurt Sutter : Margos Dezerian (en), mafieux arménien (saisons 1 et 3)
- Danny Pino (VF : Thierry Ragueneau) : Armadillo Quintero, fondateur des Los Torrucos[10] (saison 2)
- Frankie Rodriguez (VF : Thierry Wermuth) : Diagur Leyva, chef des Byz Lats (saison 3)
- Anthony Anderson (VF : Tola Koukoui) : Antwon Mitchell, chef des One-Niners (saisons 4 à 6)
- Ray Campbell (VF : Bruno Dubernat) : Kleavon Gardner, tueur en série (saisons 4, 5 et 7)
- Laurence Mason : Halpern White, bras droit d'Antwon Mitchell, membre des One-Niners (saisons 4 et 5)
- L. Michael Burt : Moses, bras droit de Kern (saison 5 à 7)
- F. J. Rio : Cruz Pezuela, entrepreneur mexicain lié au Cartel (saisons 6 et 7)
- Franka Potente (VF : Laura Blanc) : Diro Kezakhian, héritière de la mafia arménienne (saison 6)
- Luis Antonio Ramos (VF : Antoine Tomé) : Guardo Lima, membre important du gang salvadorien (saisons 5 et 6)
- Jose Pablo Cantillo : Amando Rios, membre du cartel mexicain (saison 7)
- Francesco Quinn (VF : Michel Vigné) : Guillermo Beltran, dirigeant du Cartel mexicain (saison 7)

## Production
La série s'inspire d'un important scandale de corruption à la fin des années 1990 au sein de l'unité anti-gang Community Resources Against Street Hoodlums (CRASH) de la division Rampart de Los Angeles .
C'est la première série produite par la nouvelle chaîne câblée FX. De ce fait, le budget des premières saisons est limité : 2,3 millions de dollars en moyenne par épisode et 7 jours de tournage au lieu de 8 .
L'utilisation d'une caméra au format 16 mm au lieu du format 35 mm avait plusieurs avantages :
- donner un style plus documentaire (inspiré du reality show COPS) en permettant de faire la majorité des plans subjectifs
- ne nécessiter qu'une seule personne pour la manipuler (les caméras 16 mm étant plus légères que les 35 mm)
- réduire le temps de certaines scènes de dialogues entre deux personnes (comme lors des interrogatoires) en les faisant en une seule prise en positionnant deux caméras dans la même pièce filmant chacun des protagonistes (faire la même chose en 35 mm n'est pas possible car les caméras sont trop grosses)

Bien qu'un tournage au Canada eut été moins cher, le créateur de la série, Shawn Ryan, a tenu à tourner à Los Angeles (principalement East L.A., Highland Park et Boyle Heights). Tourner dans des quartiers où les gangs étaient présents à l'époque a nécessité de parlementer avec eux et surtout d'accepter que certains de leurs membres fassent de la figuration.

## Univers de la série

### Gangs ou organisation criminelles
Afro-américains
- One-Niners de Farmington
- Johnnie's d'Echo Park
- Spookstreet

Européens/blancs
- La Horde
- Mafia arménienne
- Mafia russe

Hispaniques
- Byz Lats
- Los Magnificos « Los Mags »
- Torrucos
- Los Toros
- Los Profetas
- Salvadorans (Gang de salvadoriens)

Asiatique
- K-Town Killers (Gang de Korea Town, quartier de Los Angeles)

### Lieux
- Le Bercail (Barn en VO) : poste de police fictif de Los Angeles, les locaux sont ceux d'une ancienne église.
- Farmington ou Farm : quartier fictif de la ville de Los Angeles, inspiré du quartier de Rampart et de ses affaires de policiers corrompus. Farmington ne se trouverait pas très loin de Downtown Los Angeles (quartier d'affaires).

Dans la série, il est souvent fait référence à des quartiers ou autres lieux existant dans la ville de Los Angeles :
- Echo Park : quartier de la ville de Los Angeles, principale attraction : son parc urbain ;
- Staples Center : complexe sportif dont les principaux résidents sont les Lakers de Los Angeles et Clippers de Los Angeles, deux équipes de basket-ball de la NBA ;
- Hollywood : quartier de Los Angeles ;
- Koreatown : quartier de Los Angeles habité en majorité par la communauté coréenne ;
- California Institution for Men, surnommée « Chino  » : prison d’État ;
- Institution correctionnelle fédérale de Terminal Island : prison fédérale ;
- Lompoc : prison dans laquelle est enfermé Antwon Mitchell (chef des One Niners) dans la saison 4.

## Accueil

### Critiques
James Poniewozik du magazine Time a classé The Shield no 8 dans sa liste des 10 meilleures séries de 2007, avant de l'inclure dans sa liste des 100 meilleures émissions de télévision de tous les temps. Entertainment Weekly l'a qualifiée de 8e meilleure émission télévisée des années 2000, en déclarant : « Le détective Vic Mackey n'a pas simplement nettoyé les rues. Est-ce qu'il paierait pour ses péchés ? devinez ».
Sur le site Web d'agrégation de critiques Metacritic, la première saison a reçu un accueil très favorable de la part des critiques, avec une note de 92⁄100 basée sur 28 avis. La dernière saison a également reçu un accueil favorable de la part des critiques, avec un score de 85⁄100 basé sur 14 avis.

## Distinctions

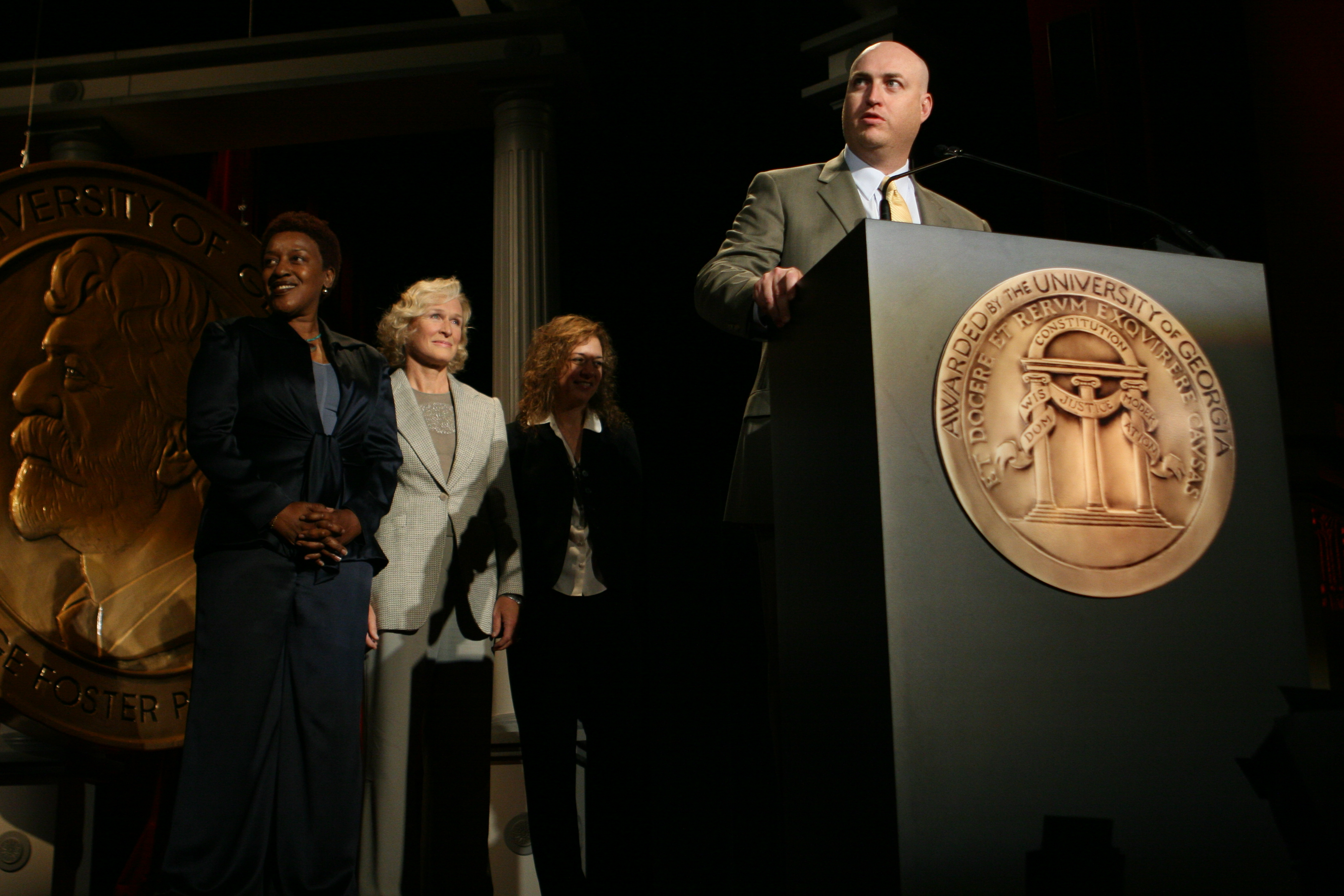
Shawn Ryan avec les acteurs de la série CCH Pounder, Glenn Close et Cathy Cahlin Ryan lors des 65e Peabody Awards.

### Récompenses
- 54e cérémonie des Primetime Emmy Awards :
  - Meilleur acteur dans une série dramatique pour Michael Chiklis
- 60e cérémonie des Golden Globes :
  - Meilleure série dramatique
  - Meilleur acteur dans une série dramatique pour Michael Chiklis
- 7e cérémonie des Satellite Awards :
  - Meilleure actrice dans une série télévisée dramatique pour CCH Pounder
- 61e cérémonie des Golden Globes :
  - Meilleur acteur dans une série dramatique pour Michael Chiklis
- 8e cérémonie des Satellite Awards :
  - Meilleure série dramatique
  - Meilleur acteur dans une série dramatique pour Michael Chiklis
  - Meilleure actrice dans une série télévisée dramatique pour CCH Pounder
- AFI 100 Years... series :
  - Meilleur programme de l'année 2005
- AFI 100 Years... series :
  - Meilleur programme de l'année 2008
- Lauréats d'un Peabody Award 2005 :
  - Domaine d'excellence pour The Shield
- ALMA Awards 2007 :
  - Meilleur acteur dans un second rôle dans une série dramatique pour Benito Martinez

### Nominations
- 54e cérémonie des Primetime Emmy Awards :
  - Meilleur réalisateur pour Clark Johnson
  - Meilleur série dramatique
- 55e cérémonie des Primetime Emmy Awards :
  - Meilleur acteur dans une série dramatique pour Michael Chiklis
- 57e cérémonie des Primetime Emmy Awards :
  - Meilleure actrice dans une série dramatique pour Glenn Close
  - Meilleure actrice dans un second rôle dans une série dramatique pour CCH Pounder
- 61e cérémonie des Golden Globes : 
  - Meilleur acteur dans une série dramatique pour Michael Chiklis
- 62e cérémonie des Golden Globes :
  - Meilleur acteur dans une série dramatique pour Michael Chiklis
- 34e cérémonie des NAACP Image Awards :
  - Meilleure actrice dans une série dramatique pour CCH Pounder
- 7e cérémonie des Satellite Awards :
  - Meilleur acteur dans une série télévisée dramatique pour Michael Chiklis
- GLAAD Media Awards :
  - Meilleure série dramatique
- 9e cérémonie des Screen Actors Guild Awards :
  - Meilleur acteur dans une série dramatique pour Michael Chiklis
- 35e cérémonie des NAACP Image Awards :
  - Meilleure actrice dans une série dramatique pour CCH Pounder
- 37e cérémonie des NAACP Image Awards :
  - Meilleure actrice dans une série dramatique pour CCH Pounder
  - Meilleur directeur dans une série dramatique pour Philip G. Atwell
- 38e cérémonie des NAACP Image Awards :
  - Meilleure actrice dans une série dramatique pour CCH Pounder
- 39e cérémonie des NAACP Image Awards :
  - Meilleure actrice dans une série dramatique pour CCH Pounder
- 40e cérémonie des NAACP Image Awards :
  - Meilleure actrice dans une série dramatique pour CCH Pounder
- 9e cérémonie des Satellite Awards :
  - Meilleure série dramatique
- 11e cérémonie des Satellite Awards :
  - Meilleur acteur dans une série télévisée dramatique pour Michael Chiklis
  - Meilleur acteur dans un second rôle dans une série dramatique pour Forest Whitaker
- ALMA Awards 2006 :
  - Meilleur acteur dans un second rôle dans une série dramatique pour Benito Martinez
- ALMA Awards 2008 :
  - Meilleur acteur dans un second rôle dans une série dramatique pour Benito Martinez
  - Meilleure actrice dans un second rôle dans une série dramatique pour Paula Garcés
- ALMA Awards 2009 :
  - Meilleure actrice dans un second rôle dans une série dramatique pour Paula Garcés

## Produits dérivés

### Jeu vidéo
- 2007 : The Shield